# Spoorlijn Hoofddorp - Leiden Heerensingel
Spoorlijn Hoofddorp – Leiden Heerensingel was een spoorlijn tussen Leiden en Hoofddorp. De spoorlijn was onderdeel van de Haarlemmermeerspoorlijnen, aangelegd door de HESM (Hollandsche Electrische-Spoorweg-Maatschappij). 

## Geschiedenis
De spoorlijn werd geopend op 3 augustus 1912 en gesloten op 31 december 1935. Er hebben alleen stoomtreinen op deze lijn gereden.
Na sluiting werd de spoorlijn helemaal opgebroken. Bijna alle stations zijn later gesloopt, drie daarvan al in 1938. Tussen station Leimuiden (bij Leimuiderbrug) en Leiden is het talud gebruikt voor de aanleg van een provinciale weg. Tussen Roelofarendsveen en Leiderdorp is dit thans de N445. Het talud tussen Leimuiderbrug en Hoofddorp is grotendeels verdwenen.
Alleen het emplacement Leiden Heerensingel met de verbinding naar station Leiden, gebombardeerd in de Tweede Wereldoorlog, werd pas op 1 februari 1972 gesloten. Hier was vanaf 1936 alleen goederenverkeer, vanaf de jaren vijftig met dieseltractie.

### Afbeeldingen

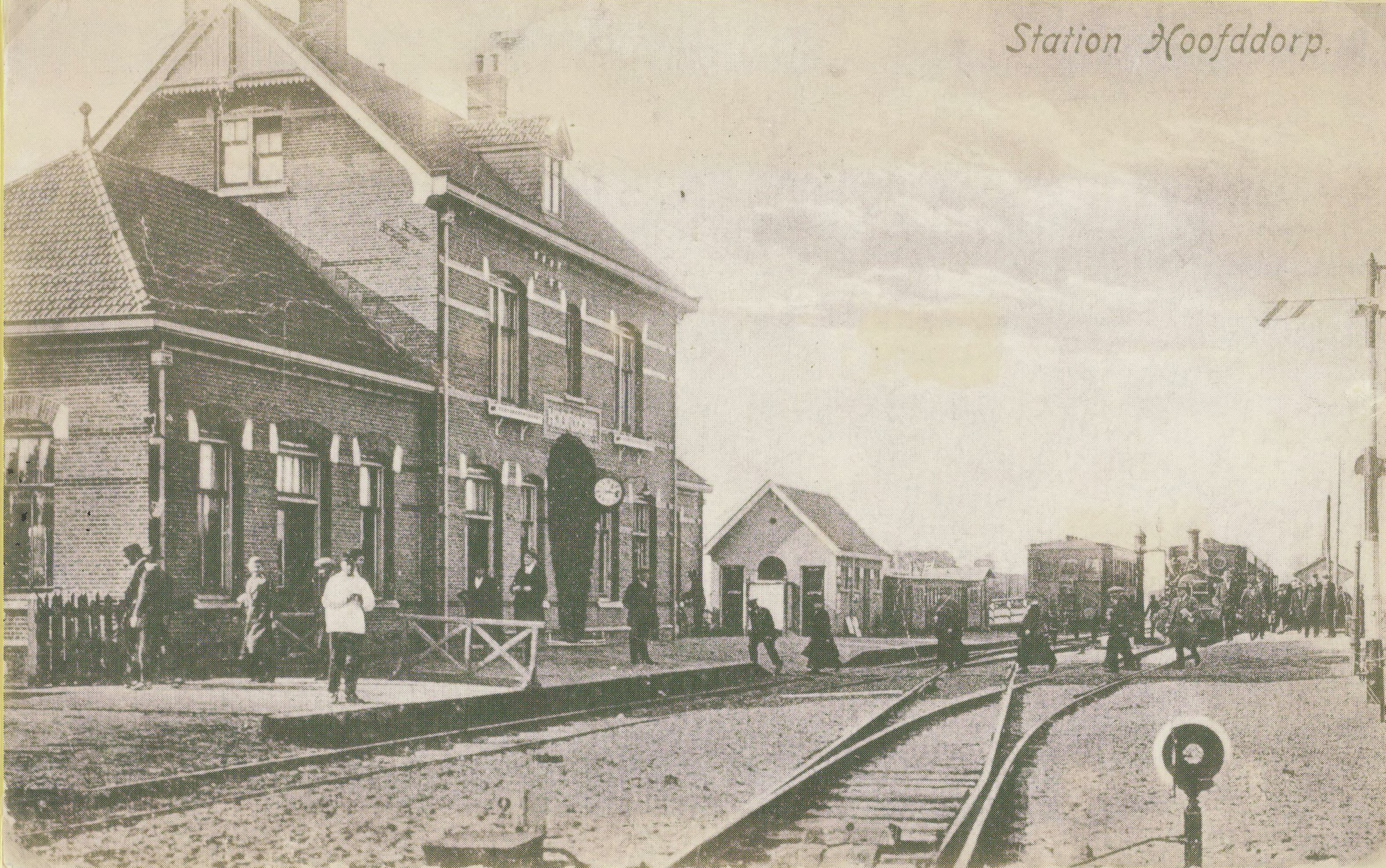
Station Hoofddorp; 1912.
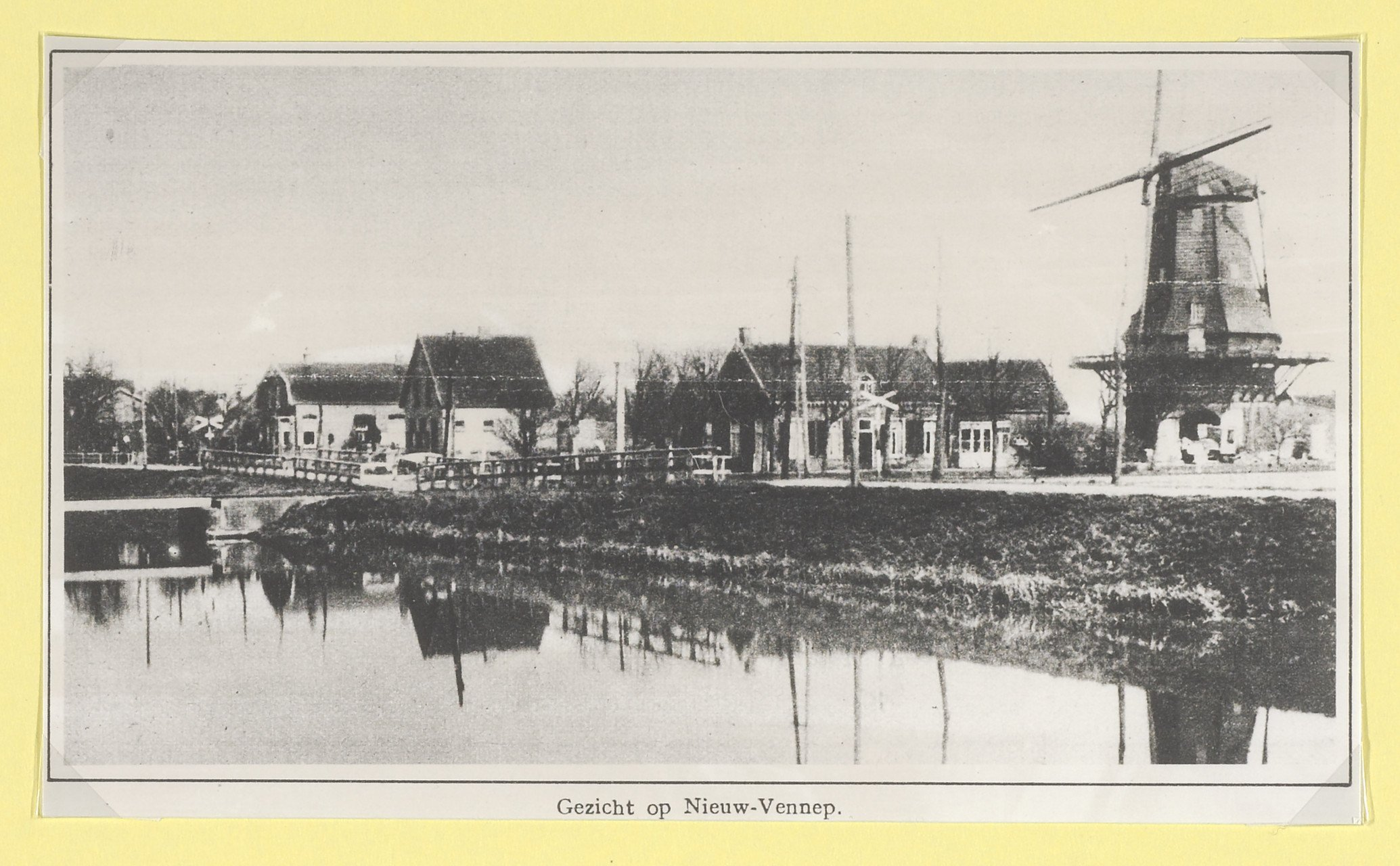
Nieuw-Vennep tussen 1912 en 1935. Links een spoorbrug. Tevens is een andreaskruis zichtbaar van een spoorwegovergang.
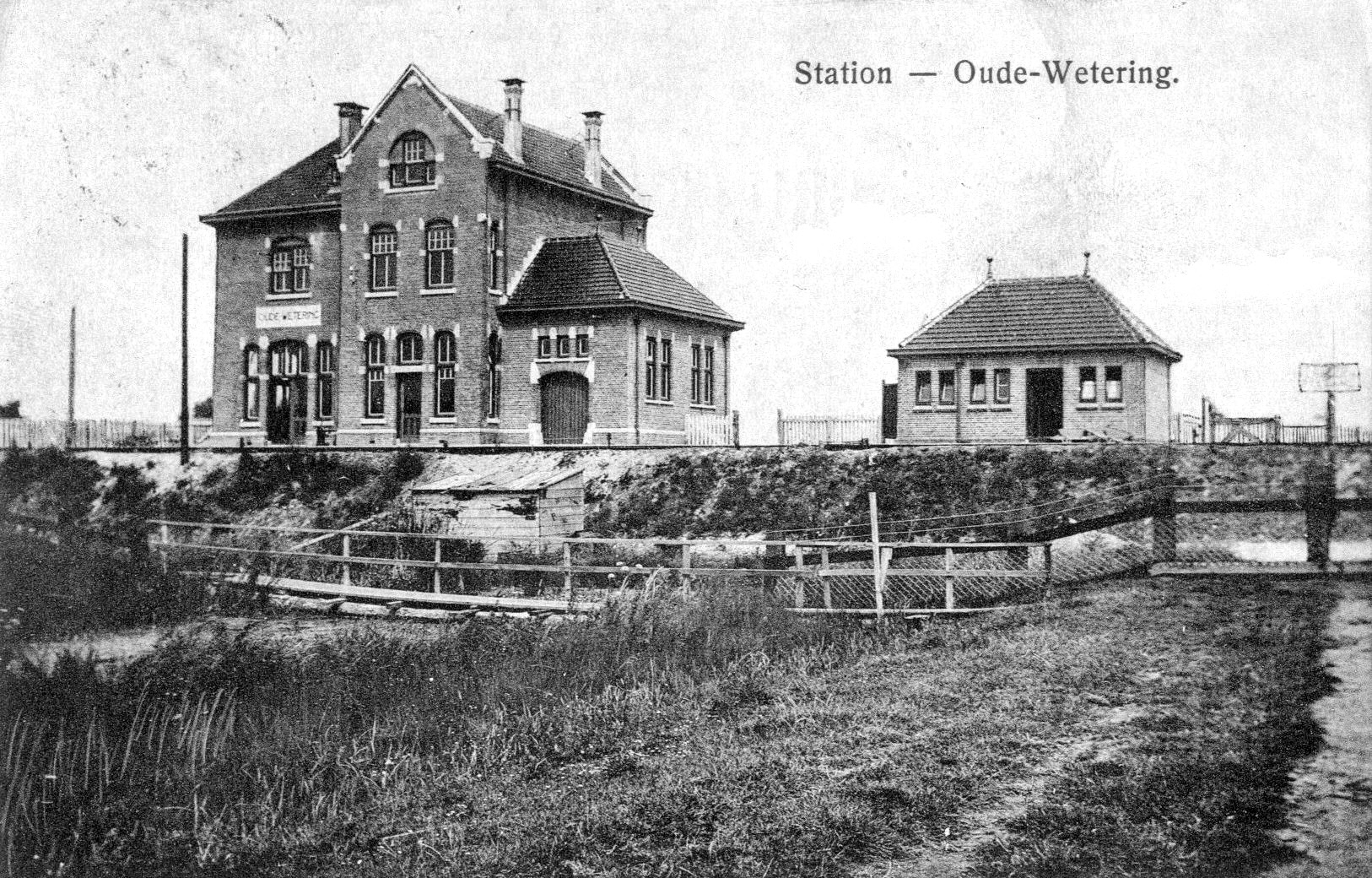
Station Oude Wetering; 1912.
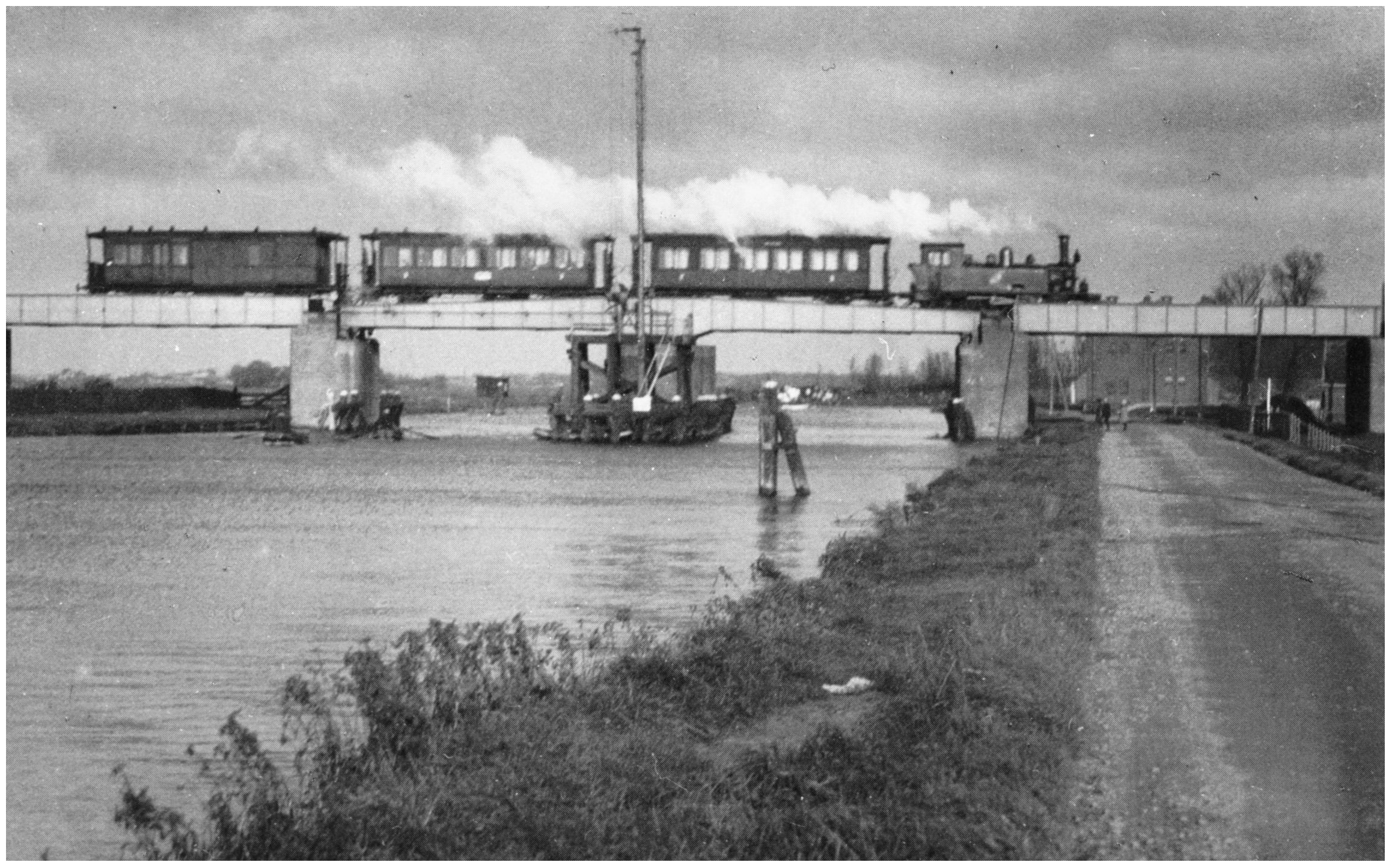
Voormalige spoorbrug over de Zijl; circa 1930.
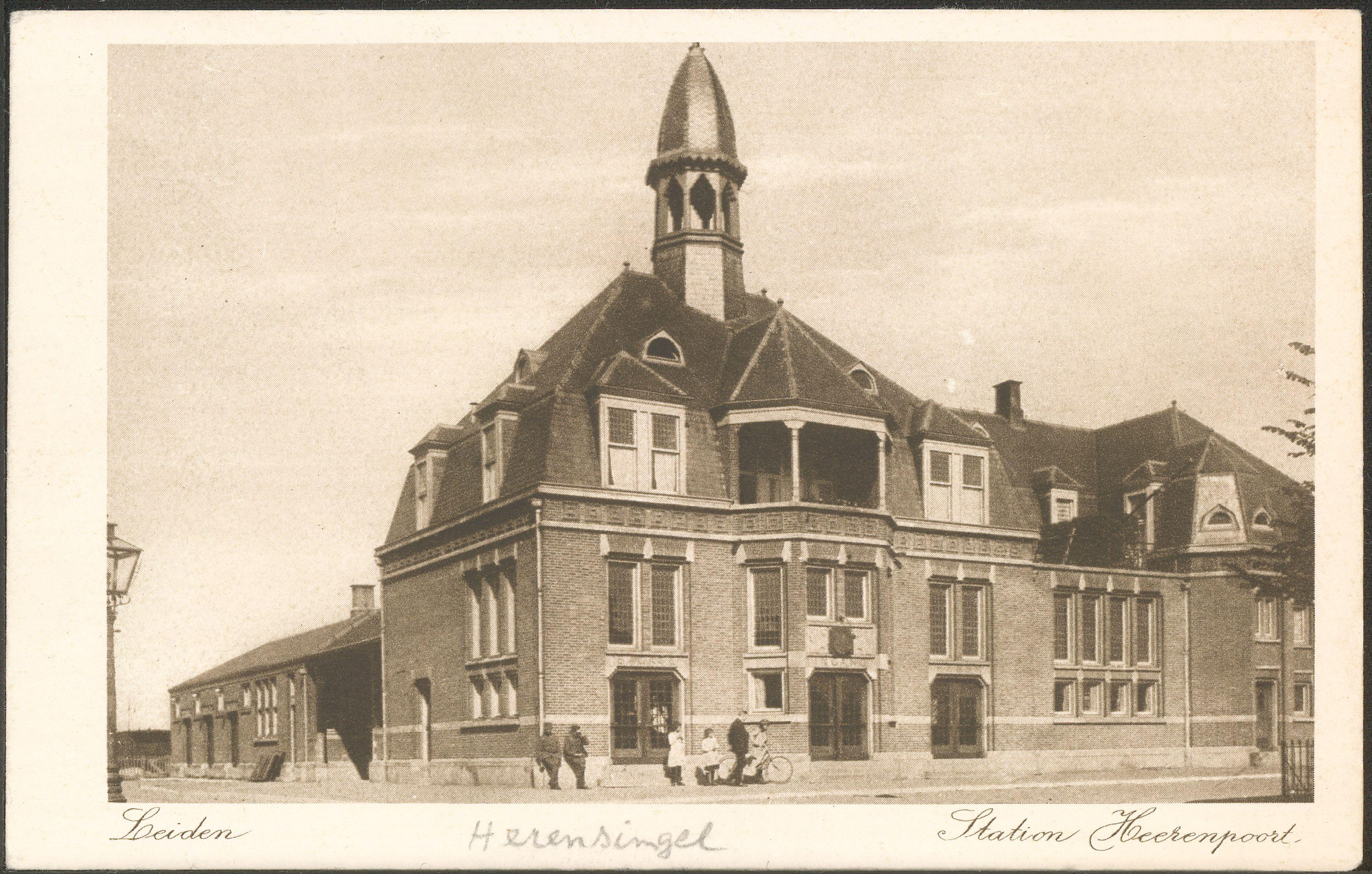
Station Leiden Heerensingel; 1925.

## Route
Het traject takte in Hoofddorp af van de Spoorlijn Aalsmeer - Haarlem, waar nu de Burgemeester Pabstlaan ligt, en volgde de oostzijde van de Nieuwerkerker Tocht tot aan Nieuw Vennep. Daar maakte de lijn een haakse bocht en liep verder naar de Ringvaart, waar weer een haakse bocht lag. Vanaf hier is over het tracé de Weteringweg aangelegd, aan de andere kant van de Ringvaart is dat de Van Alkemadelaan en de N445 tot aan Leiden.

## Nog overgebleven
Diverse bouwwerken zoals bruggenhoofden, woningen, wachtposten en stations zijn bewaard gebleven. Een deel van de baanlichamen is nog terug te vinden in het landschap. Op de volgende locaties zijn restanten te vinden.

### Adressen van de stations en woningen
- Station Hoofddorp bevindt zich aan de Stationsweg 9.
- Spoorwoning 7: Burgemeester Pabstlaan 16, Hoofddorp. Deze spoorwoning hoort officieel bij de spoorlijn Aalsmeer - Haarlem.
- Spoorwoning 17: Venneperweg 685, Nieuw Vennep.
- Wachtpost 18: Venneperweg 683, Nieuw Vennep.
- Dubbele spoorwoning 19A en 19B: Eugenie Previnaireweg 62, Nieuw Vennep.
- Wachtpost 20, tevens brugwachterswoning: Hoofdweg 1225, Nieuw Vennep.
- Aan de Hoofdweg ter hoogte van wachtpost 20 bevinden zich de originele brugpijlers van de voormalige spoorbrug. Het brugdek is van een latere periode.
- Spoorwoning 21: Rijnlanderweg 1449, vlakbij 't Kabel.
- Wachtpost 23, tevens brugwachterswoning: Stond oorspronkelijk bij de brug over de Ringvaart, werd afgebroken in 1941 en is opnieuw opgebouwd aan de Lisserweg 20 in Weteringbrug.[1]
- Spoorwoning 24: Narcistraat 3, Roelofarendsveen.
- Aan de Herensingel, naast de Zijlpoortsbrug, in Leiden staat een stootjuk met een kort stuk spoor als herinnering aan de spoorlijn.

### Afbeeldingen

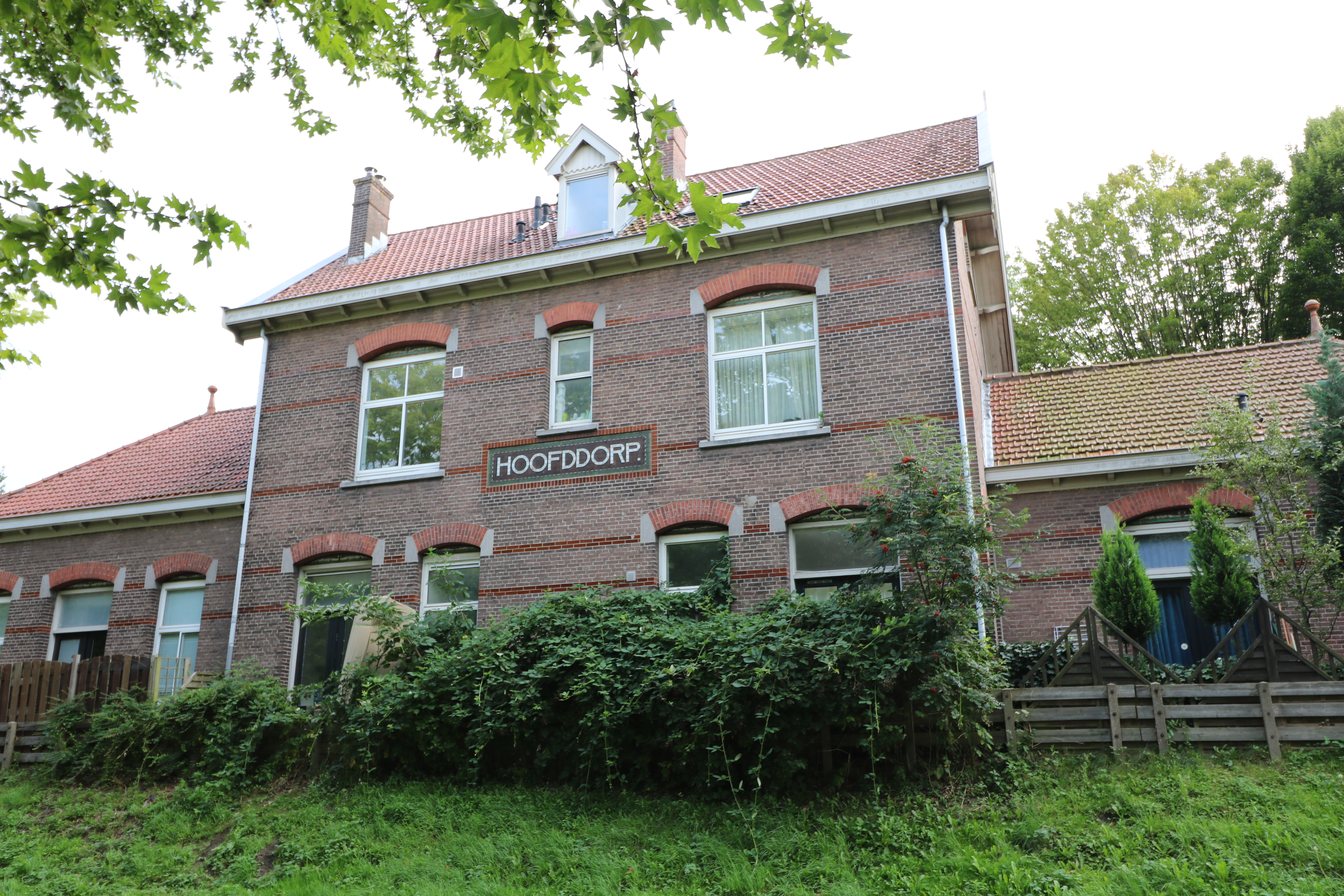
Station Hoofddorp; 2017.
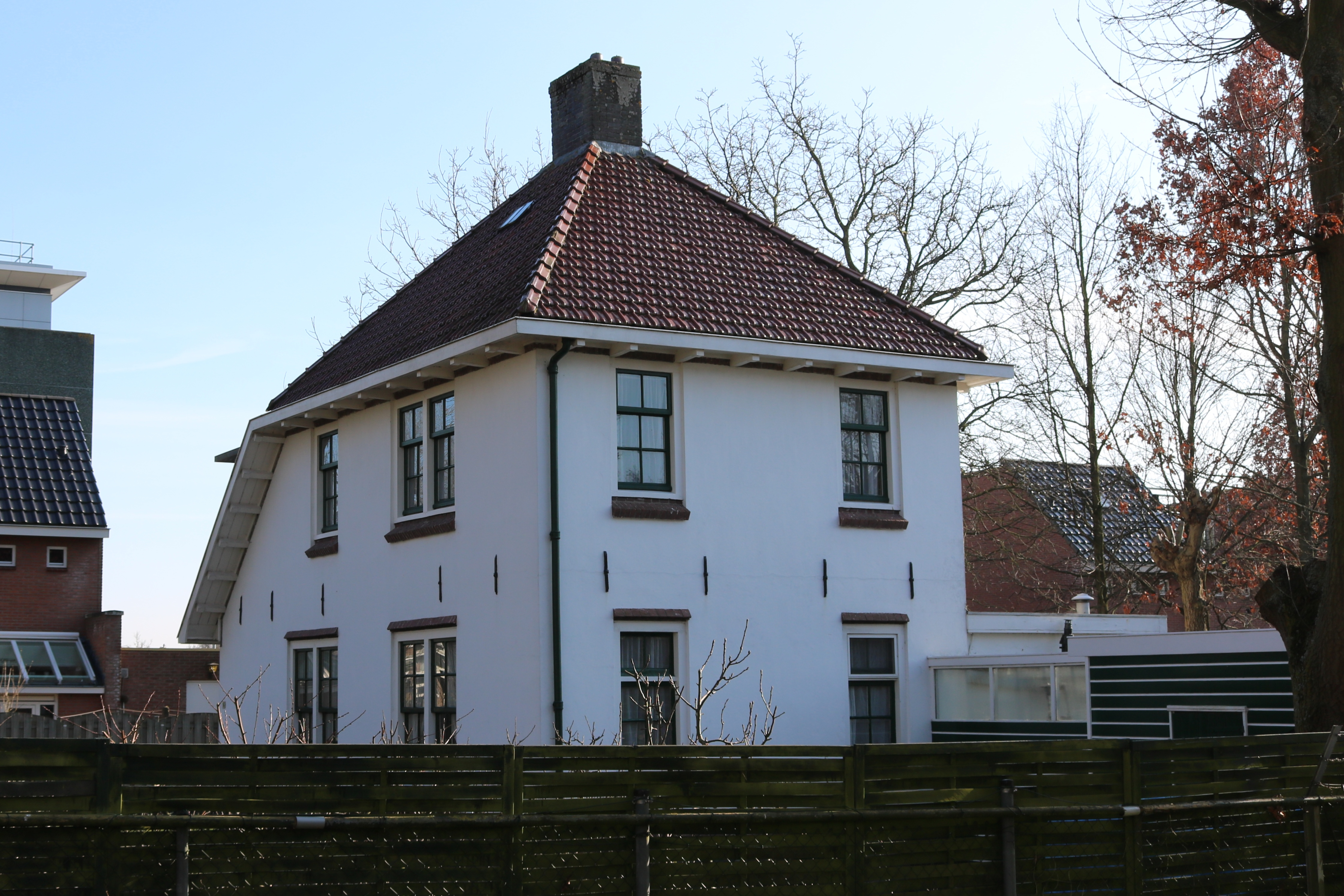
Voormalige spoorwoning 7 (van de spoorlijn Aalsmeer - Haarlem);  2018.
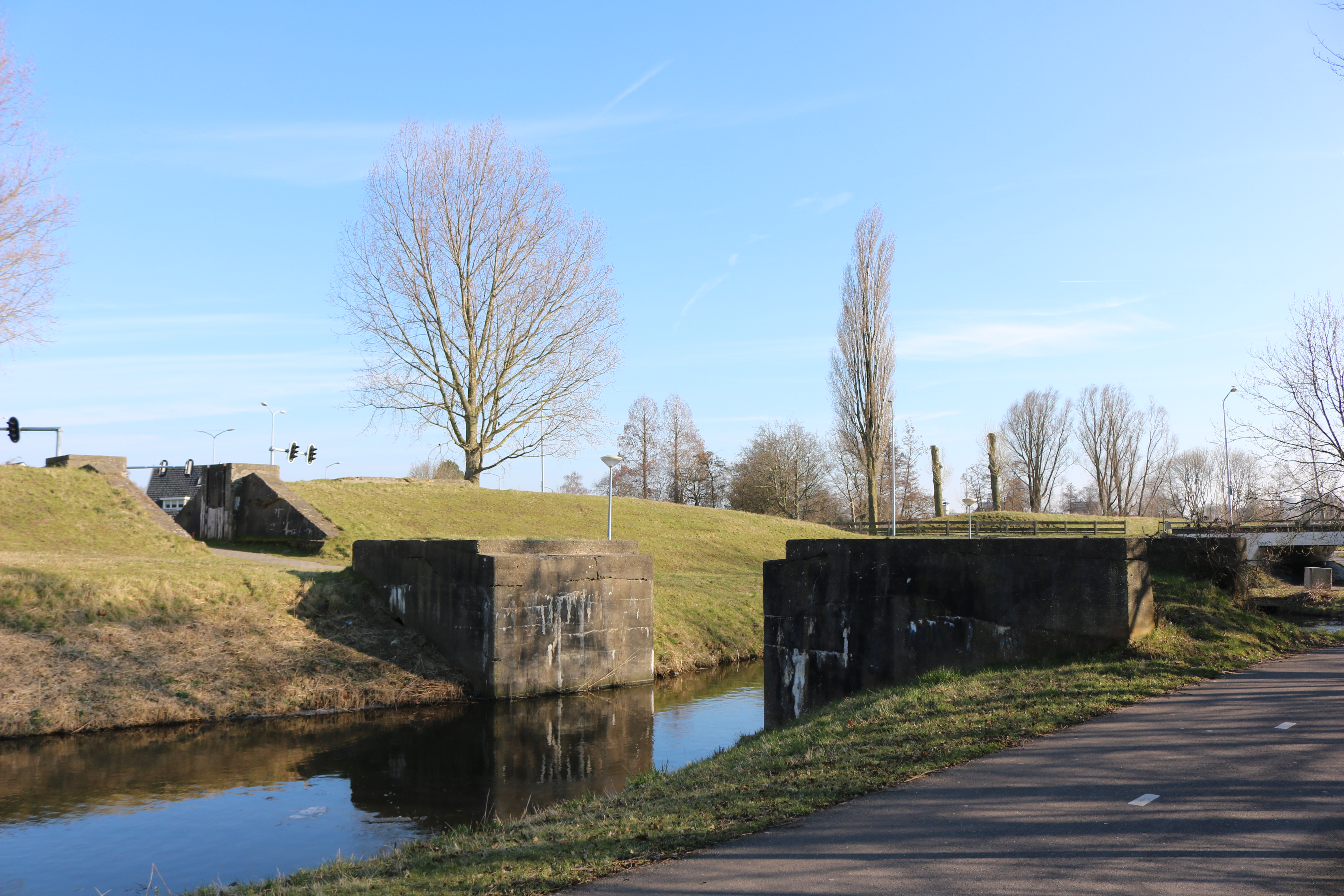
De coupure in de Geniedijk en bruggenhoofden in Hoofddorp; 2018.
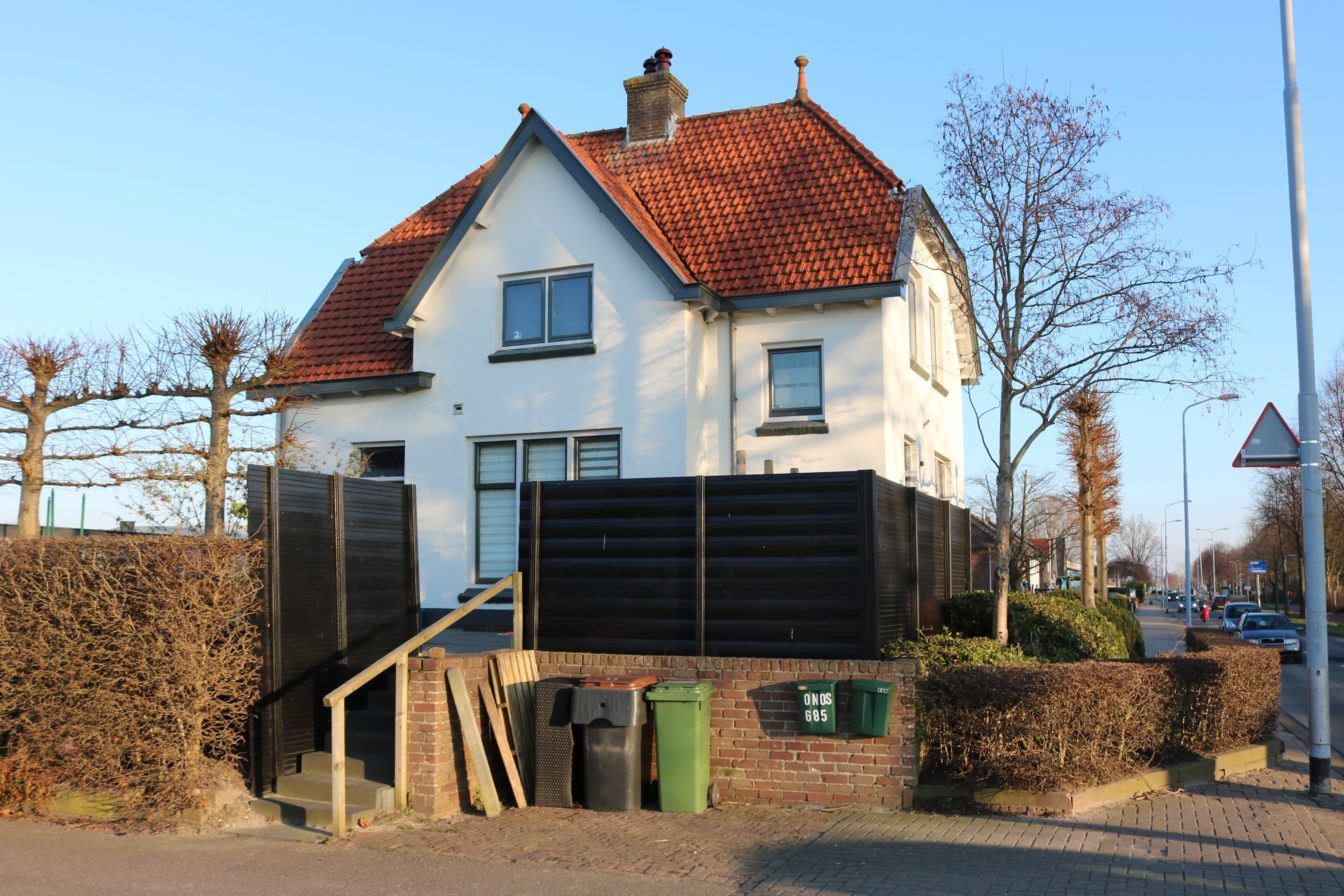
Voormalige wachtpost 18; 2018.
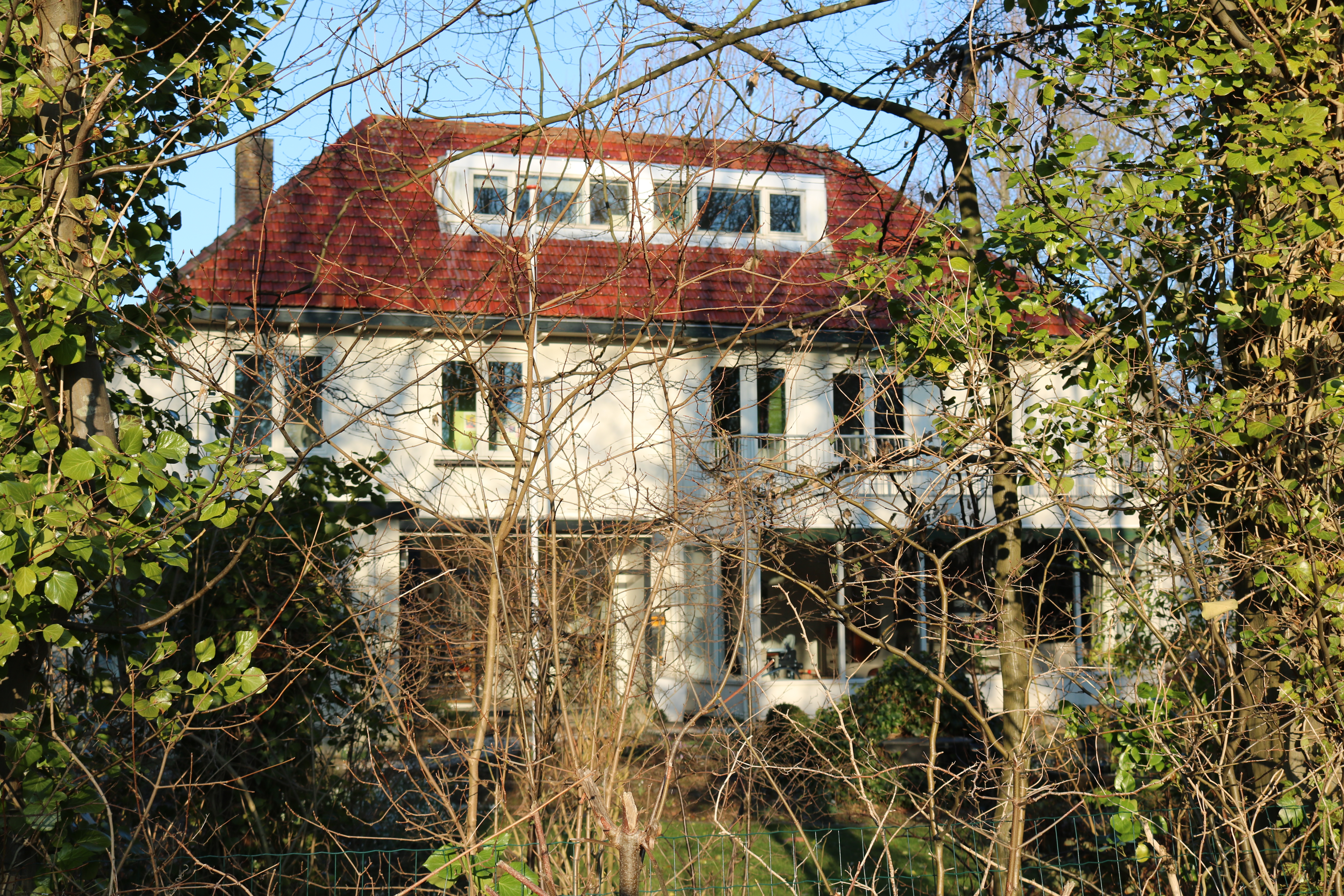
Voormalige dubbele spoorwoning 19A en 19B; 2018.
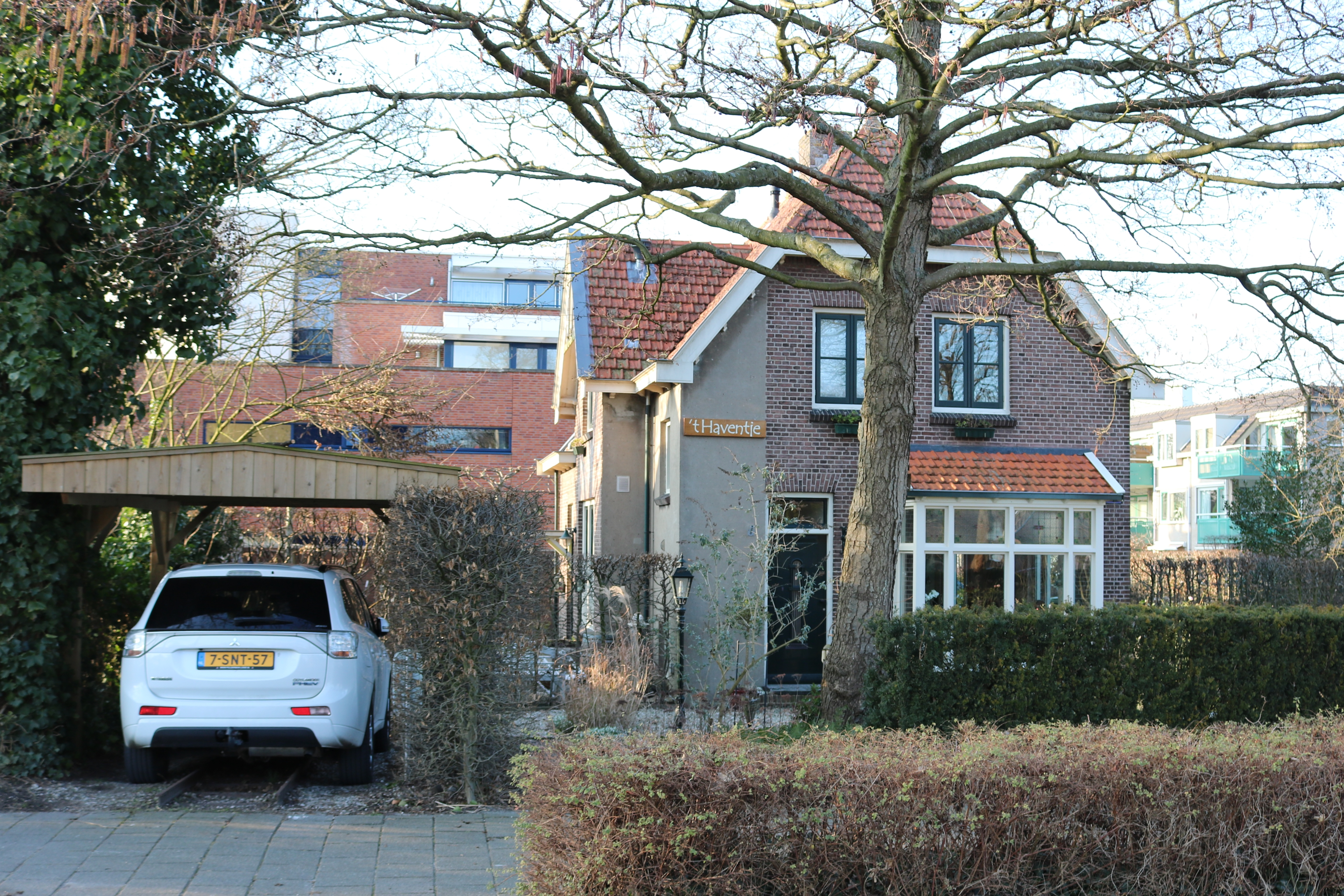
Voormalige wachtpost 20, tevens brugwachterswoning; 2018.
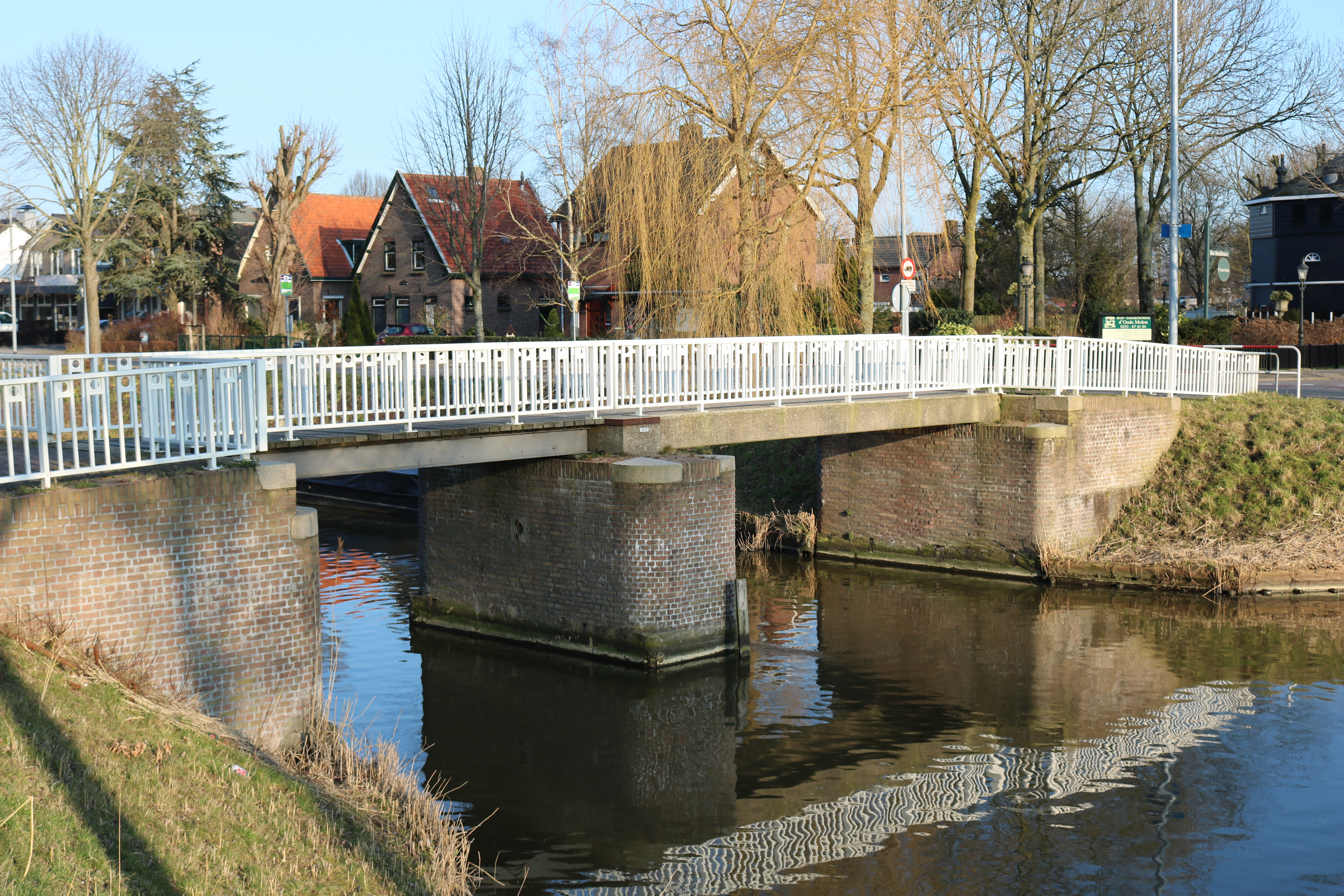
Op de originele brugpijlers van de voormalige spoorbrug in Nieuw Vennep ligt een brug voor voetgangers; 2018.
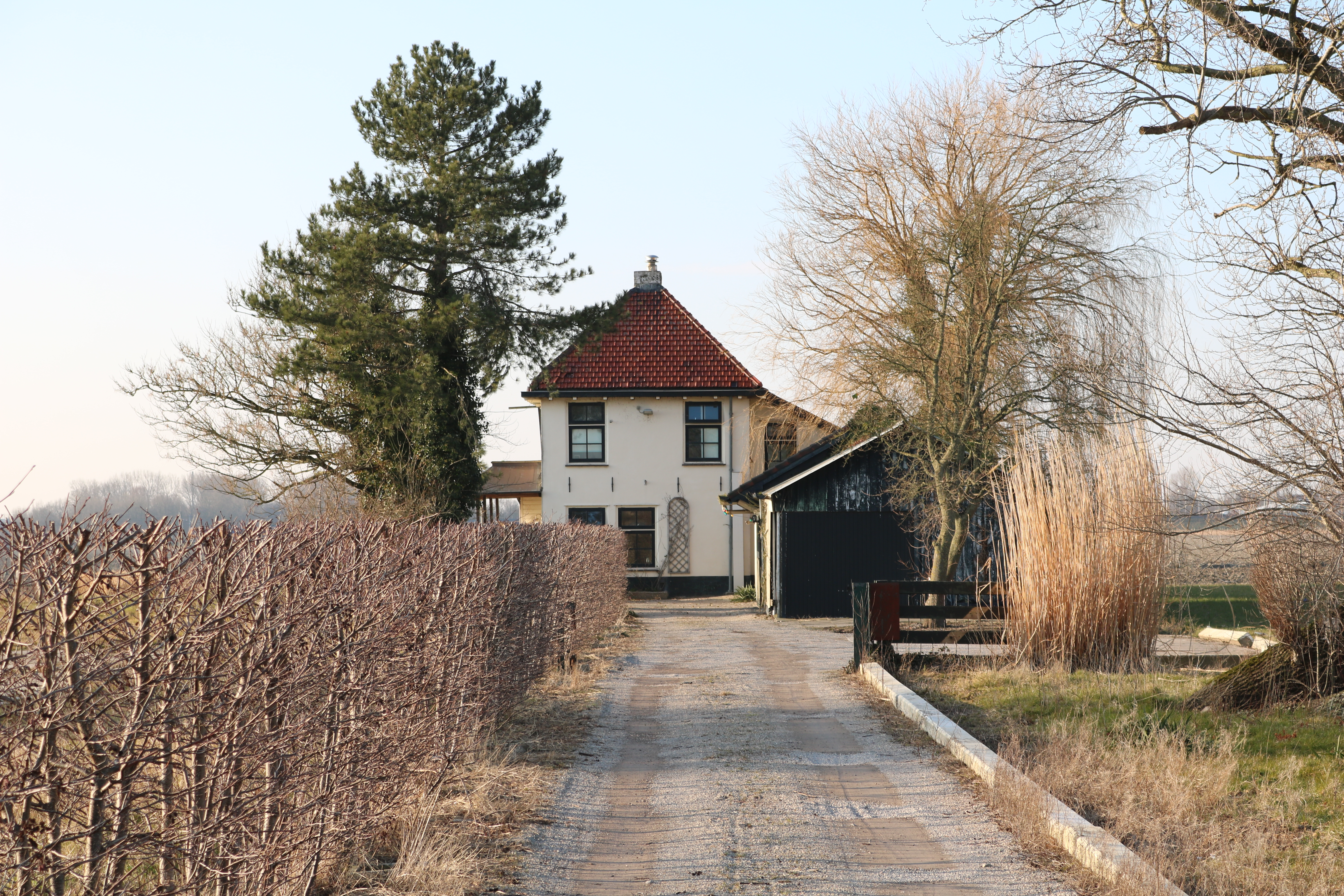
Voormalige spoorwoning 21; 2018.
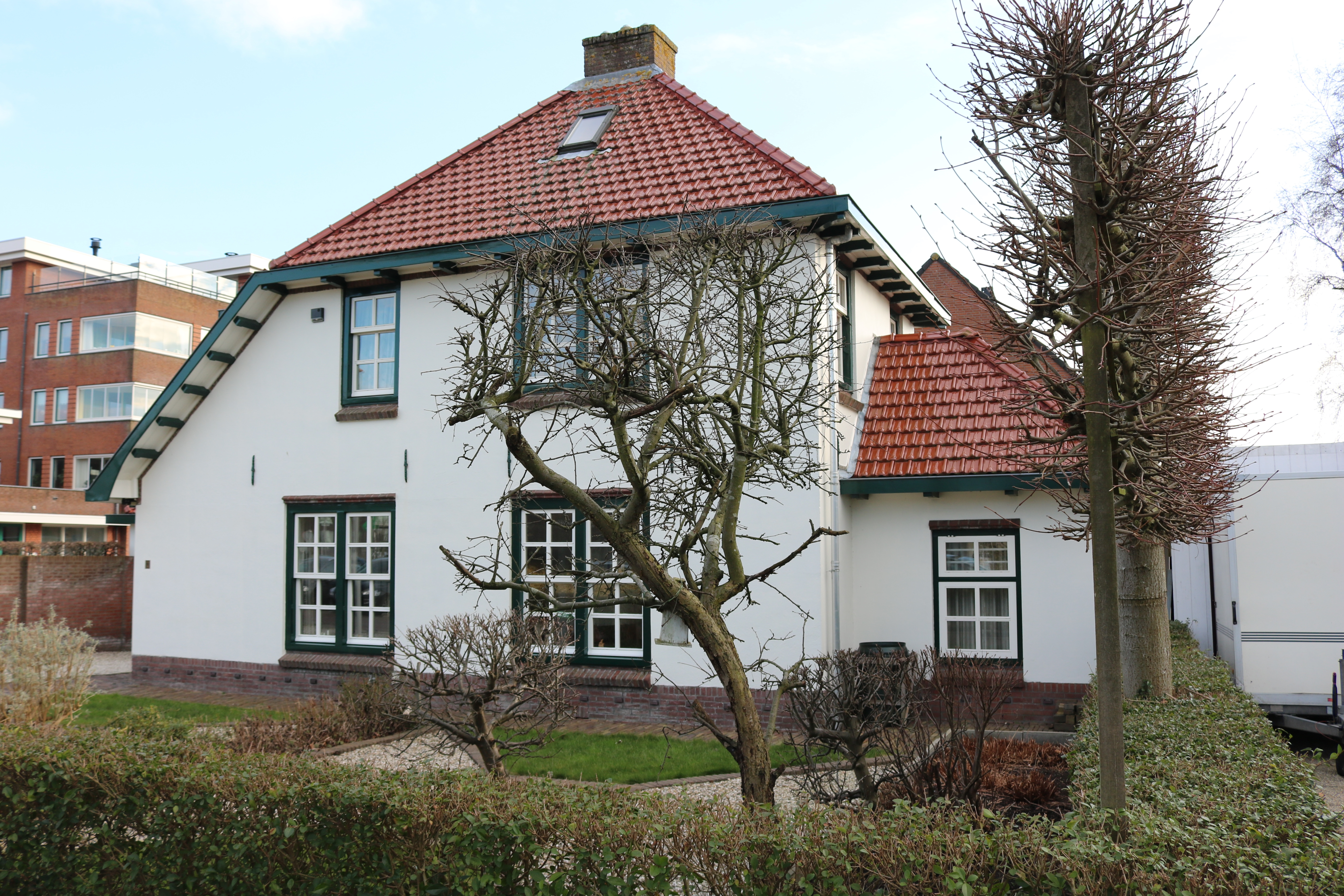
Voormalige spoorwoning 24; 2018.
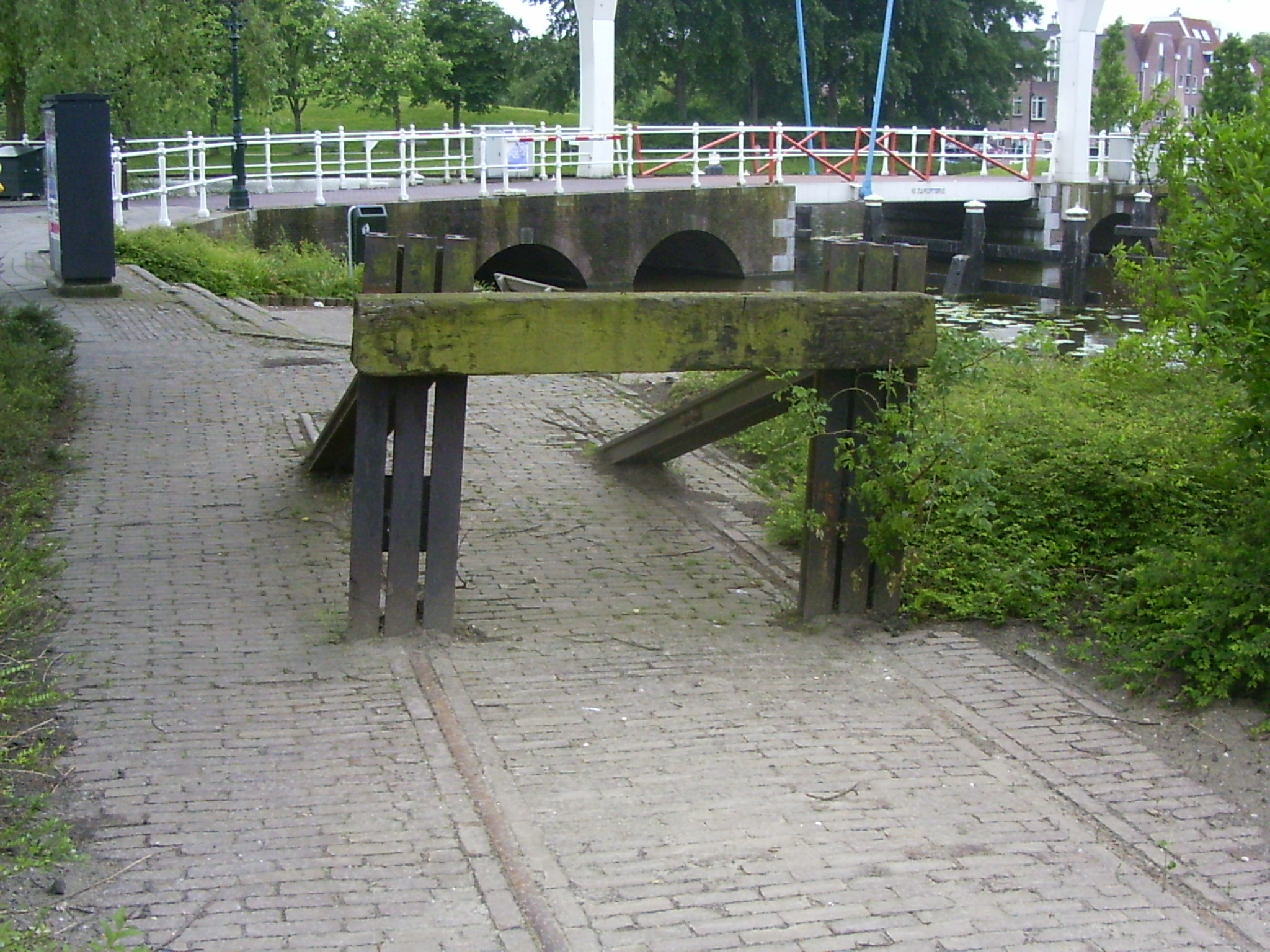
Monument in de vorm van een stootjuk t.h.v. het voormalige Station Leiden Heerensingel; 2009.